# 奧特蘭托堡
《奥特兰托堡》是霍勒斯·渥波尔1764年的小说。

## 情節
奧托蘭多親王曼弗雷德有一兒一女，康拉德和馬蒂爾達。他為兒子訂婚，對象是維森扎親王的女兒伊莎貝拉。他擔心一則古老的預言應驗，因而想要趕緊舉辦婚禮。因為預言說道：
奧托蘭多城堡及其權力，一旦真正的主人擴大到城堡容納不下他的時候，將不再屬於城堡現在的主人。
不料，就在結婚當天，康拉德被一頂天降的巨大頭盔砸死。親王為了保障自己家族對城堡的權力，竟想違背倫理，與伊莎貝拉結婚。於是伊莎貝拉逃跑，遇見了傑羅米神父的兒子奧賽多幫助她。奧賽多因而被親王打入牢獄。
不久，維森扎親王派人來尋回女兒，曼弗雷德不肯，執意要跟妻子希波利塔離婚，和伊莎貝拉結婚，然而伊莎貝拉愛上了奧賽多。曼弗雷德得知此事，前去要殺伊莎貝拉，然而，奧賽多愛的人卻是馬蒂爾達。兩人正在幽會之際，曼弗雷德誤把女兒當成伊莎貝拉行刺，結果曼弗雷德發現自己刺死女兒，揚言要自殺。當天晚上，一聲雷電撼動城堡，原城堡的已故主人阿方索的幽靈現身，告訴眾人奧賽多才是奧托蘭多城堡真正的繼承人。隨後，曼弗雷德娓娓道來，原來當年阿方索的管家瑞卡多，也就是他的的祖父，竄改了阿方索遺囑，把城堡繼承權改成了瑞卡多家族，所以曼弗雷德的城堡擁有權其實是篡奪來的。最終，城堡繼承權還給了阿方索的後代，傑羅米神父和奧賽多。曼弗雷德和妻子希波利塔進了修道院，而奧賽多走出失去戀人的傷痛後，逐漸發現與伊莎貝拉相處帶來的幸福。

## 影響
《奥特兰托堡》通常被认为是第一部哥特小说，并开创了在18世纪末期到19世纪前期期间非常流行的一种文学体裁。因此，《奥特兰城堡》乃至渥波尔是查尔斯·罗伯特·马图林，安·拉德克利夫，布拉姆·斯托克，爱伦·坡和达夫妮·杜·穆里埃的先驱。